# Claude Barate
Claude Barate, né le 13 décembre 1943 à Bages (Pyrénées-Orientales), est un homme politique français.

## Détail des fonctions et des mandats
Mandats locaux
- Adjoint au maire de Perpignan
- 1985 - 1988 : Conseiller général du canton de Perpignan-7

Mandats parlementaires
- 16 mars 1986 - 14 mai 1988 : Député des Pyrénées-Orientales
- 12 juin 1988 - 1er avril 1993 : Député de la 1re circonscription des Pyrénées-Orientales
- 28 mars 1993 - 21 avril 1997 : Député de la 1re circonscription des Pyrénées-Orientales